# Doverdemonen
Doverdemonen är en varelse som observerats vid tre olika tillfällen i Dover, Massachusetts (USA), under april 1977. Varelsen har väckt intresse inom kryptozoologi.
Kryptozoologen Loren Coleman var den första som undersökte fallet, hon intervjuade vittnen mindre än en vecka efter påträffandet, och var även den som gav "demonen" dess namn. Coleman spred fallet till andra kryptozoologer: Joseph Nyman, Ed Fogg och Walter Webb. Alla var välkända ufologer. Coleman ansåg inte att det nödvändigtvis handlade om något utomjordiskt fenomen.

## Historia
Doverdemonen sågs först till av tre sjuttonåringar som åkte bil genom Dover-området, då billjuset lyste upp varelsen. Bill Bartlett, föraren, sade först att det han såg liknade en hund eller en katt, men då han undersökte den på närmare håll visade sig den vara en bisarr varelse som krälade på en stenmur på Farm Street. 
Bartlett fortsatte att studera varelsen, som var udda i storlek, med ett vattenmelon-format huvud och lysande orange ögon. Den hade långa, tunna armar och ben med tunna fingrar, som den använde som stöd för att kunna gå. Varelsen hade inget hår men hade människoliknande skinn i en mörk ton. Den hade ingen näsa, öron eller mun. 
En timme efter det sågs varelsen igen av femtonårige John Baxter som var på väg hem. Han säger att den stod på båda fötterna och sprang för att gömma sig bakom ett träd. Nästa dag såg Abby Brabham och Will Traintor, 15 och 18 år, en liknande varelse när de åkte i en bil. Beskrivningen matchade det Bartlett och Baxter beskrivit, men nu hade varelsen lysande gröna ögon. Varelsen skulle vara i samma höjd som en get. De som undersökte fallet påpekade att vid tidigare observationer hade varelsen haft orange ögon, men trots det stod Brabham fast vid att den hade gröna ögon. 
Alla som vittnade om monstret ritade senare av det på papper. Vid sidan av teckningen som Bartlett ritade skrev han "Jag, Bill Bartlett, svär på Bibeln att jag såg den här varelsen".
Varelsen fick stor uppmärksamhet inom nöjesbranschen, främst i Japan.

## Identitet
Doverdemonen är en klassisk kryptid, med ett antal teorier angående dess identitet. Ufologer ansåg att varelsen kan ha varit en utomjording eller en sorts mutant, möjligtvis ett mänskligt experiment som hade rymt. Andra anser att det är en varelse från en annan dimension, som av misstag kommit till vårt universum.
Vissa ufologer har spekulerat i att doverdemonen kan ha varit en så kallad "Grey"-varelse (en sorts utomjording), på grund av dess likhet. 
En annan förklaring är att varelsen är en nyfödd älg. En skeptiker anser att beskrivningen av varelsens huvud matchar den av en ung älg. Men vittnen påpekar att varelsen hade fingrar, vilket älgar inte har. Coleman är skeptisk till denna förklaring, då hon understryker tiden då varelsen sågs, att älgar är större än vad som hade beskrivits, och att inga påträffande av älgar har skett under 1977 i östra Massachusetts. Coleman understryker även att vittnena påträffade varelsen vid olika tidpunkter, och att de inte pratat med varandra innan undersökningen. De var inte heller helt överens om alla detaljer.
Inga bevis har hittats som stödjer att doverdemonen finns eller inte finns. Eftersom den sågs under endast två dagar tror man inte att den är en "naturlig" varelse så som Bigfoot antas vara. 
Doverdemonen bär likhet med mannegishivarelsen, som finns i Creeindianernas mytologi i Kanada. Coleman understryker även kryptozoologen Mark A. Halls länk mellan doverdemonen och påträffanden av sjövarelser runt om i världen. 
Alla som vittnade om personen var, under 1977, tonåringar. Detta noterar man ofta när man nämner doverdemonen. Skribenter inom New Age-rörelsen anser att demonen är en sorts poltergeist, en varelse med stark spirituell energi som naturligt länkas till de unga. Detta kommer tillbaka i alla olika fall inom kryptozoologin, då doverdemonen är en av många varelser som setts till inom samma åldersgrupp, så som ugglemannen.

## Skepticism
På grund av att alla vittnen var tonåringar tror många att det hela var ett stort skämt. Andra, så som de som vittnat mothman, anser att man oftast inte tror på dem just på grund av att de är tonåringar.
När undersökningen pågick frågade polisen i Dover de vuxna från Bartletts skola om dessa barn var kända som bråkmakare, men lärarna sa att de var helt vanliga studenter.
Ett av vittnena var känd som en science fictionfanatiker, och man misstänker att han hittat på varelsen, inspirerad av en annan berättelse.
I sin undersökning bedömde Coleman fallet i Dover som 5, i en skala mellan 1 och 10, i början av 1977. Men senare undersökningar har utökat trovärdigheten i fallet. Han skriver, i sin bok Mysterious America (2001) att älgteorin inte är baserade på zoologiska fakta.

## På senare tid
I maj 2004, i Chile, påstod en ingenjör vid namn Germán Pereira att han tagit fotografier på två polisbilar, och att på ett foto hittade han en varelse som liknar doverdemonen.